# 捷爾諾韋 (卡贊卡區)
47°54′57″N 32°52′56″E / 47.91583°N 32.88222°E
捷爾諾韋（烏克蘭語：Тернове），是烏克蘭南部的村莊，隸屬尼古拉耶夫州的巴什坦卡區。該村始建於1880年，面積0.45平方公里，海拔高度125米，2001年人口67，人口密度每平方公里150.2人。